# Wiglek
Wiglek, también Wihtlæg, Whitlæg o Wighlek fue un legendario caudillo vikingo, monarca del reino de Angeln (Dinamarca) según las leyendas de los pueblos germánicos.
Genealogiae regum Anglorum menciona a Weothulgeot como ancestro de la casa real de reino de Mercia y padre de Wiglek y en la Historia Brittonum, Weothulgeot era padre de Weaga que a su vez fue padre de Whitlæg. La crónica anglosajona ignora ambos progenitores, citando a Wiglek como hijo del dios Odín y en todas las versiones Wiglek es hijo de Woden y padre de Wermund, a su vez padre de Offa de Angeln que el poema Widsith menciona como caudillo de los anglos continentales.
Chronicon Lethrense (y su adjunto Annales Lundenses) menciona que el rey de Lejre, Rorik Slengeborre le sucedió su hijo Wighlek que casó con Nanna (diosa) y gobernó en paz; murió en su lecho y le sucedió Wermund, padre de Offe (Offa).
Gesta Danorum cita al mismo rey Rorik Slyngebond y a Wiglek como sucesor. Wiglek tomó posesión de las riquezas de la madre de Amleth (Hamlet) y se quejaba continuamente de las acciones de Amleth como soberano de Jutlandia. Amleth, por otro lado ofrecía a Wiglek grandes riquezas como forma de conciliación. Wiglek eliminó a Fiallar, soberano de Escania quien se retiró a Glæsisvellir, y se apropió del leidang de Selandia y Escania enviando un mensaje a Amleth declarando la guerra. En la batalla cayó Amleth, y su esposa Hermutrude se abandonó y entregó a Wiglek como botín de guerra. Wiglek murió de enfermedad y fue sucedido por su hijo Wermund, el padre de Uffo.